# 섀넌 루시오
섀넌 루시오(영어: Shannon Lucio, 1980년 6월 25일 ~ )는 미국의 배우이다.

## 출연 작품
- 아무튼, 아담 (2020)
- 언노운 아이덴티티 (2019)
- 디펜던츠 데이 (2016)
- 더 퍼펙트 가이 (2015)
- 디스 씽 위드 사라 (2013)
- 새틀라이트 오브 러브 (2012)
- 그레이브 던 (2010)
- 그레이 아나토미 시즌6 (2009)
- 반딧불이 정원 (2008)
- 피스트 오브 러브 (2007)
- 스프링 브레이크 샤크 어택 (2005)
- 프리즌 브레이크 시즌1 (2005)
- 스타크웨더 (2004)
- The O.C. (2003)